# یوخنوویتس کوشچیلنه
یوخنوویتس کوشچیلنه (به لاتین: Juchnowiec Kościelny) یک روستا در لهستان است که در گمینا یوخنوویتس کوشچیلنه واقع شده‌است. یوخنوویتس کوشچیلنه ۱۶۰ نفر جمعیت دارد.